# VulgarGrad
VulgarGrad (manchmal auch Vulgargrad geschrieben) sind eine australische Folkpunk- und Ethnorock-Band. Gegründet 2004 in Melbourne, wurde sie zum einen durch kontinuierliche Auftritte auf diversen australischen Festivals bekannt, zum anderen durch ihr aus russischen Criminal Songs bestehendes Repertoire – eine Stil-Adaption, welche die Band durch ihr Auftreten nach außen zusätzlich verstärkt.

## Geschichte
Die Band VulgarGrad formierte sich 2004 in der südaustralischen Metropole Melbourne. Die Bandmitglieder hatten zuvor schon in anderen Formationen musikalische Erfahrung gesammelt – unter anderen bei Spaghetti Western Orchestra, Blue Grassy Knoll, Zulya and the Children of the Underground, Croque Monsieur, Bombay Royale und den Puta Madre Brothers. Sänger der Gruppe wurde Jacek Koman – ein aus Polen stammender Schauspieler, der 1994 in Australien eingewandert war und bereits in einigen bekannteren Produktionen wie zum Beispiel dem Musical-Filmdrama Moulin Rouge (2001) mitgespielt hatte. Stilistisch versierte sich die Band auf das Liedgut der ukrainischen und russischen Blatnye Pesni – ein Musikstil, der in der Sowjetunion der 1920er sehr populär, in den Folgejahrzehnten jedoch in den halblegalen Bereich abgedrängt worden war. Die erste CD erschien 2005. Der Titel Popular Street Songs of the Russian Underclass stellte die musikalische Referenz der Band in den Vordergrund. Mit Murka enthielt der Erstling einen bekannten Klassiker dieses speziellen Musikgenres. Die restlichen Titel griffen großteils auf neuere Kompositionen zurück – überwiegend Stücke des bekannten russischen Chansonsängers Wladimir Wyssozki.
Starke Präsenz zeigten VulgarGrad vor allem durch Live-Auftritte bei den einschlägigen australischen Festivals – insbesondere dem Adelaide Fringe Festival, dem Great Escape Festival in Sydney sowie im Rahmen der von Peter Gabriel mit initiierten WOMAD-Festivalreihe. Im März 2008 hatte die Band ein TV-Gastspiel beim Sender ABC Television in dem Sendeformat Spicks and Specks. Mit Giraffe steuerten sie darüber hinaus einen Titel bei für den Soundtrack zu Underbelly – einer nicht unumstrittenen australischen Drama-Miniserie, welche den Bandenkrieg in Melbourne 1995 bis 2005 als Hintergrund hatte. 2009 veröffentlichte die Band den zweiten Longplayer – King of Crooks. Musikalisch war auch dieser fest im Stil und Liedgut der russischen Blat-Songs verankert. Mit Cigaretta enthielt er ein weiteres Traditional. Die Melodie von Stop the Train!, eines weiteren Titels, lehnte sich stark an die von Murka an – den bereits auf der Vor-CD interpretierten Blat-Klassiker. Getreu dem stilistischen Vorbild fokussierten auch die Songs des Zweitlings stark auf die Erfahrungswelt der Ausgestoßenen, Gefangenen und Kleinkriminellen. Als dritte Veröffentlichung erschien 2012 die Single Limonchiki. Zeitgleich führte die Gruppe eine Europa-Tournee durch mit Gigs in Deutschland, den Niederlanden, Dänemark und Polen. Im Januar und Februar 2012 absolvierte die Gruppe dabei Auftritte in den Städten Hamburg, Lübeck, Köln, Wilhelmshaven, Berlin, Nürnberg, Frankfurt, Jena und Hannover.
Zur festen Besetzung von VulgarGrad gehören aktuell Sänger Jacek Koman, Andrew Tanner an der Kontrabass-Balalaika, Renato Vacirca am Schlagzeug, Ros Jones an der Posaune, der Trompetenspieler Adam Pierzchalski, Nara Demasson an der Gitarre sowie der Piano- und Akkordeonspieler Phil McLeod. Die Live-Zusammensetzung der Gruppe variiert und wird gelegentlich durch Gastmusiker aufgestockt. Grund ist das begrenzte Zeitbudget der Gruppenmitglieder, so dass die Tourneebesetzungen unter anderem von der Verfügbarkeit abhängen. Ein von der Band für wichtig gehaltenes Alleinstellungsmerkmal sind die uniformen weiß-blau gestreiften Shirts bei Auftritten. Grund: Die Performance soll auch optisch und atmosphärisch die Stimmung der russischen Lager-, Gefängnis- und Kriminellenlieder vermitteln.

## Stil und Resonanz
Die Gruppe selbst stellt sich – ähnlich wie die russischen Streetfolk- und Punkrock-Bands La Minor und Leningrad – in die Tradition der russischen Blatnye pesni, Kriminellen-, Lager- und Gulag-Lieder. Unterstrichen wird dieser musikalische Bezug auch durch optische Elemente bei Auftritten. Als musikalische Bezugspunkte führt die Gruppe vor allem die im Untergrund eingespielten Lieder der 1970er-Jahre auf, insbesondere die beiden Chansonsänger Wladimir Wyssozki und Arkadi Sewerny. Zweites Vorbild ist der Jazzmusiker und Unterhaltungsstar Leonid Utesow, der in den 1930er-Jahren sehr populär war und als Lieblingssänger des Parteivorsitzenden Stalin galt. Als Retro-Band versteht sich VulgarGrad explizit nicht. Vielmehr interpretiert sie das Liedgut der Criminal Songs auf zeitgemäße Weise. Musikalisch ist ihr Stil mit Elementen des Perestroika-Rock, Punk, Ska und Swing angereichert. Das Musik-Weglog blogcritics.com setzte den Stil der Gruppe explizit vom klassischen Folk ab. Vielmehr, so der Blogautor, sei die Musik der Band eine Mischung aus Klezmer, Dixieland, Roma-Musik, Tango und Beat-Polka. Der Künstler-Guide auf der Webseite des Adelaide Fringe Festivals vergleicht die Gruppe mit der finnischen Formation Leningrad Cowboys. Die Gruppe selbst charakterisiert ihren Stil gelegentlich als „Wodka-durchtränkten Oohmpa-Swing-Ska-Folk-Punk“.
Als Live-Band, welche Atmosphäre und Spirit der russischen Criminal Songs ebenso authentisch wie begeisternd rüberbringt, erhielten VulgarGrad sowohl international als auch in Deutschland gute Kritiken. Dem allgemeinen Bekanntheitsgrad entsprechend sowie der Verortung als Band, die vorwiegend in kleineren Clubs auftritt, berichteten bislang vor allem kleinere Medien sowie Szene-Publikationen. Die Veranstaltungsankündigungsseite allevents.in hob vor allem die Live-Qualitäten lobend hervor. Ebenso die Wilhelmshavener Allgemeine: „(…) So oder so: Koman ist keine Tom Waits-Kopie, der gebürtige Pole singt einfach heisere betrunkene Lieder, die von merkwürdigen, meist düsteren Dingen handeln. Dazu gibt’s satte Trompeten- und Posaunensätze, knackige Drums und eine blitzsaubere Gitarre, eine überdimensionale ‚Brain-Drain‘-Kontrabass-Balalaika – und ‚Dr. Bajan‘, den barfüßigen Akkordeon-Spieler, der sich, die eine oder andere deutsche Ansage einwerfend, auf hochgradig unterhaltsame Weise durch das Programm grimassierte.“
Die musikalischen Wurzeln der Gruppe werden in Berichten ebenfalls regelmäßig hervorgehoben. Das Musik-Weglog Capones World etwa fand vor allem die Glaubwürdigkeit bei der Umsetzung der musikalischen Referenzen beachtlich: „VulgarGrad bearbeiten ein musikalisches Genre, das nicht nur für eine australische Band ungewöhnlich sein dürfte: Blat-Musik. Dieses musikalische Genre, entstanden in der ukrainischen Stadt Odessa um die letzte Jahrhundertwende aus einer Mischung aus Klezmer- und Zigeunermusik sowie damals modernen Tänzen wie Foxtrott, Charleston und Polka, hatte seine Hochzeit in den 1920er Jahren in den Ländern der ehemaligen Sowjetunion, als es fester Bestandteil der Unterhaltungsmusik war. Musiker wie auch Publikum entstammten zunächst dem kriminellen Milieu, weshalb sich auch der Begriff des ‚Gaunerchanson‘ oder ‚criminal songs‘ für diese Musik eingebürgert hat.“

## Diskografie

### Reguläre Veröffentlichungen
- Popular Street Songs of the Russian Underclass (2005; nicht mehr im Handel)
- King of Crooks (2009; Unstable Ape Records)
- Limonchiki (Single; 2012; Off Label Records)
- The Odessa Job (LP; 2019)

### Kompilationsbeiträge
- Underbelly (2008: Soundtrack zur gleichnamigen TV-Miniserie; Titel: Giraffe)